# East Mamprusi
East Mamprusi är ett distrikt i Ghana.   Det ligger i regionen Norra regionen, i den norra delen av landet, 600 km norr om huvudstaden Accra. Antalet invånare är 189 784. Arean är 3 037 kvadratkilometer.
Terrängen i East Mamprusi är varierad.